# José Miguel Alvarado Cruz
José Miguel Alvarado Cruz fue un educador, docente, contador y empresario ecuatoriano. Pionero en la alfabetización para adultos en Ecuador.

## Biografía
Nació en Pelileo (provincia de Tungurahua) el 9 de junio de 1899, primero de los ocho hijos del agricultor y comerciante pelileño José Miguel Alvarado Flores y de Rosa Cruz Paredes.
Contador, estudió en el Colegio Nacional Bolívar de Ambato, en donde fue compañero del industrial José Filomentor Cuesta Tapia, miembros los dos de la primera generación de esta especialidad de su colegio.
Se presentó frente al Consejo Escolar de Tungurahua a que le examinaran, habiendo obtenido el título de preceptor de Instrucción de Primaria y se graduó luego de contador comercial.
Fue profesor de la escuela de San Bartolo, de la escuela media Juan Benigno Vela, de la Escuela Superior Luis A. Martínez, de Ambato. Fue además profesor ad honorem de obreros, fundador de clases nocturnas para analfabetos, habiendo sido así de los primeros en promover en Ecuador una campaña de alfabetización. Fue también presidente de la Sociedad Obrera Mutuo Socorro, profesor de Contabilidad del Colegio Nacional Bolívar  de Ambato y contador del mismo. Formó decenas de generaciones de contadores del centro del país, habiendo llegado a constituirse en una institución en la materia.
Contador de varias casas comerciales en Ambato, como las sucursales de Leroy Hnos. y de Baduy Hnos. Fue asimismo agente comercial y exitoso comerciante. La biblioteca del Colegio de Contadores de Tungurahua lleva su nombre.
Contrajo matrimonio por 1920 con la ambateña Blanca Corina Vayas Cevallos, con la que procrearon 13 hijos, entre los que se cuenta otro conocido educador, Fausto Alvarado Vayas.
Murió en Quito el 14 de noviembre de 1974.

## La alfabetización en Ecuador
El Gobierno de la Junta Militar que rigió Ecuador entre 1963-1966 creó el Departamento de Educación de Adultos como programa del Ministerio de Educación, el mismo que tomó como base varias de las experiencias de José Miguel Alvarado e inició el Plan Nacional Masivo de Alfabetización y Educación de Adultos, que duró como política de Estado más allá del mismo Gobierno militar, pues llegó hasta 1972. Entre sus directivas estaba la de que todos los profesionales y todos los estudiantes del último año de la educación secundaria debían alfabetizar a por lo menos tres personas cada año; si no lo hacían, estaban sujetos al pago de una multa.